# Itaipava Arena Fonte Nova

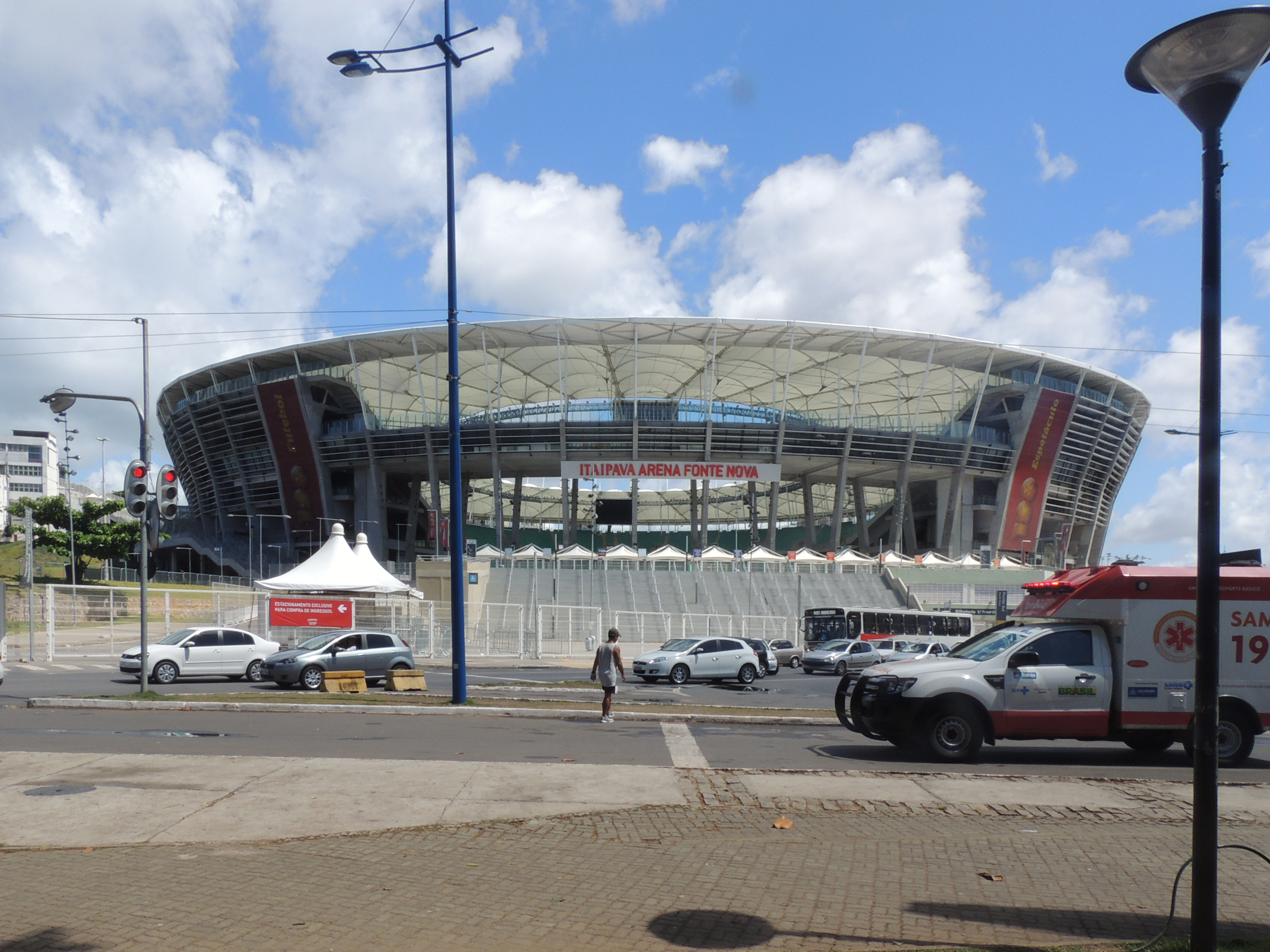
L'estadi vist des del davant

L'Itaipava Arena Fonte Nova és un estadi de futbol de la ciutat de Salvador de Bahia, al Brasil, propietat del govern de l'estat de Bahia i que va ser utilitzat pels principals clubs de l'estat (principalment l'Esporte Clube Bahia). Va ser inaugurat el 1951 i reconstruït amb motiu de la Copa del Món de Futbol de 2014, de la qual és una de les seus. Després de la remodelació té una capacitat per a 55.000 espectadors asseguts.

## Esdeveniments

### Copa FIFA Confederacions 2013
L'Estadi Fonte Nova va ser un dels sis estadis elegits per albergar trobades de la Copa FIFA Confederacions 2013, que es va realitzar al juny de 2013 al Brasil. Els partits que es van disputar en aquest estadi són:
| Data               | Fase         | Equip   | Resultat | Equip   | Espectadors |
| ------------------ | ------------ | ------- | -------- | ------- | ----------- |
| 20 de juny de 2013 | Primera fase | Nigèria | 1-2      | Uruguai | 26.729 85%  |
| 22 de juny de 2013 | Primera fase | Itàlia  | 2-4      | Brasil  | 48.874 85%  |
| 30 de juny de 2013 | Tercer Lloc  | Uruguai | 2-2      | Itàlia  |             |

### Copa del Món de Futbol de 2014
L'estadi va ser reconstruït complet i inaugurat a principis de març de 2013. Fonte Nova serà seu de la Copa Confederacions de 2013 i la Copa del Món de 2014.
| Data                | Fase             | Equip                | Resultat | Equip         | Espectadors |
| ------------------- | ---------------- | -------------------- | -------- | ------------- | ----------- |
| 13 de juny de 2014  | Primera fase     | Espanya              | 1 - 5    | Països Baixos | 48.173      |
| 16 de juny de 2014  | Primera fase     | Alemanya             | 4 - 0    | Portugal      | 51.081      |
| 20 de juny de 2014  | Primera fase     | Suïssa               | 2 - 5    | França        | 51.003      |
| 25 de juny de 2014  | Primera fase     | Bòsnia i Hercegovina | vs.      | Iran          |             |
| 1 de juliol de 2014 | Vuitens de final | 1r H                 | vs.      | 2n G          |             |
| 5 de juliol de 2014 | Quarts de final  | W51                  | vs.      | W52           |             |